# حركة الحقيقة لهجمات 9/11

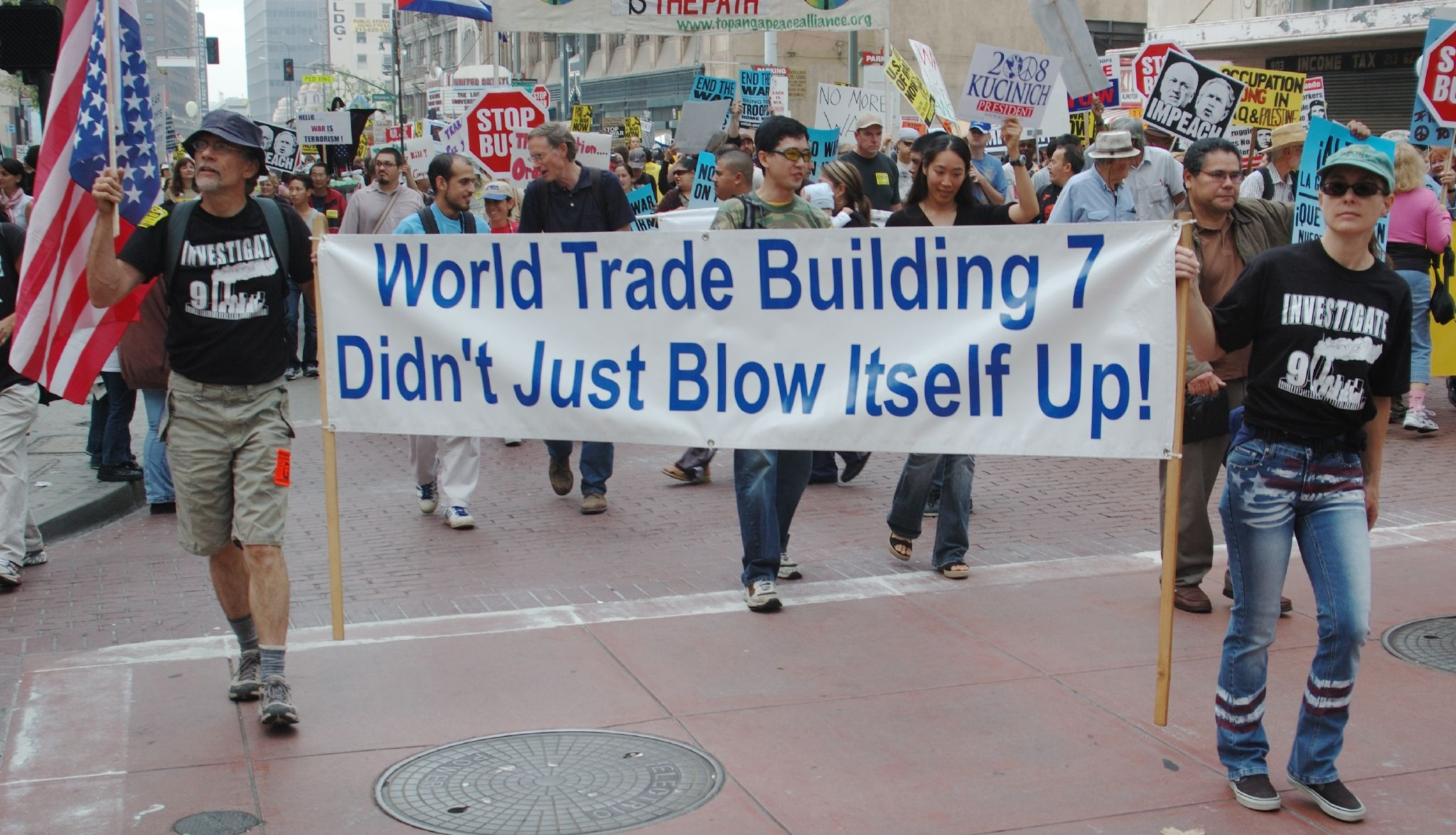
أنصار حركة الحقيقة لهجمات 9/11 في مظاهرة مناهضة للحرب في لوس أنجلوس، أكتوبر 2007

يعد أنصار حركة الحقيقة لهجمات 9/11 من مؤيدي نظرية المؤامرة الذين يشككون في الرواية الرسمية السائدة عن هجمات 11 سبتمبر 2001. وتشكك الحركة في الرواية الحكومية الرسمية بشكل عام والتي تفيد بأن إرهابيين من تنظيم القاعدة استطاعوا اختطاف أربع طائرات، والهجوم على مبنى البنتاغون وبرجي التجارة العالمي، حيث أدى التصادم إلى انهيار البرجين. وينصب التركيز الأساسي للحركة على المعلومات المفقودة التي يزعمون أنها غير مفسرة بشكل كافٍ في نظرية المعهد الوطني للمعايير والتقنية الرسمية، مثل كيفية انهيار مركز التجارة العالمي 7. مما يجعلهم يؤيدون فكرة التستر على المعلومات أو على الأقل التواطؤ من جانب المطلعين.
ويحلل نشطاء الحركة مختلف الأدلة الخاصة بهجمات 11 سبتمبر مع مناقشة نظريات مختلفة حول كيفية حدوثها مما جعلهم يدعون إلى إجراء تحقيق جديد عن الهجمات. وتؤكد بعض المنظمات أن هناك دليلاً على أن الأفراد داخل الحكومة الفيدرالية للولايات المتحدة ربما يكونون مسؤولين عن أو متواطئين عن علم في هجمات 11 سبتمبر. وتشمل الدوافع التي اقترحتها الحركة استخدام الهجمات كذريعة لخوض الحروب في العراق وأفغانستان وخلق فرص لتقليص الحريات المدنية الأمريكية.

## خصائصها

### الاسم
إن «حركة حقيقة هجمات 9/11» اسم جماعي للمنظمات والأفراد المرتبطين على نحو غير مضبوط والذين يشككون في ما إذا كانت حكومة الولايات المتحدة، أو وكالاتها أو أشخاص داخل هذه الوكالات مسؤولون عن هجمات 9/11 أو متواطئون عمدًا فيها. يُستخدم المصطلح أيضًا من قبل أتباع الحركة، ويسمون أنفسهم «المشككون في 9/11» أو «ناشطو الحقيقة» أو «المحققون في 9/11»، في حين يرفضون عمومًا مصطلح «منظري المؤامرة».

### الأتباع
لأتباع حركة حقيقة هجمات 9/11 خلفيات اجتماعية متنوعة. تستميل الحركة أتباعًا من أشخاص تتنوع عقائدهم السياسية ما يشمل الليبراليين والمحافظين والليبرتاريين.
صرح ليف غروسمان من مجلة التايم حول حركة حقيقة هجمات 9/11 أنها ليست «ظاهرة هامشية» بل «واقع سياسي سائد». صرح آخرون مثل بين سميث من صحيفتي بوليتيكو وستار تريبيون أن الحركة قد «نُحيت إلى الهامش». ذهب طاقم التحرير في صحيفة واشنطن بوست أبعد من ذلك في وصف الحركة باعتبارها «هامشية معتوهة». يقول مارك فينستر، وهو مدرس قانون في جامعة فلوريدا ومؤلف كتاب نظريات المؤامرة: السرية والقوة في الثقافة الأميركية، إن «كمية التنظيم» في الحركة أمتن بصورة واضحة من قرينتها في الحركة المتعلقة بالشكوك حول الرواية الرسمية لاغتيال جون إف. كينيدي، رغم أن هذا من المرجح أن يكون نتيجة تقنيات الإعلام الجديد، مثل الشبكات الاجتماعية عبر الإنترنت، والمدونات، إلخ.
حركة حقيقة هجمات 9/11 نشطة في الولايات المتحدة بالإضافة إلى دول أخرى.
في عام 2004، ترشح جون بوتشانان للرئاسة عن منصة حقيقة 9/11. ترشح جيف بوس لرئاسة لانتخابات رئاسة الولايات المتحدة في أعوام 2008، و2012 و2016، وهو مرشح حاليًا لانتخابات 2020 عن منصة حقيقة 9/11.
في مقالة نشرت عام 2011 في مجلة سكيبتيكال إنكوايرر، قدم كل من جيمي بارتليت وكارل ميلر نظرة عامة وحللا مجتمع أعضاء حركة حقيقة 9/11. وجد المؤلفان أنه من الممكن تصنيف الأشخاص المنخرطين في هذه الحركة، الذين يبدو عليهم أنهم مجموعة من المختلفين ذوي الخلفيات المتنوعة، إلى ثلاث مجموعات. هم ينضمون إلى الحركة لأسباب مختلفة، ويجمعون أنفسهم على نحو غير مضبوط ويشغلون أدوارًا مختلفة، ويوحدهم فقدان الثقة المشترك بالخبراء والمؤسسة (الحكومة ومصادر المعلومات حسنة السمعة) ويتخذون موقفًا تآمريًا. يجدون في انخراطهم إشباعهم وإرضاءهم الشخصي. سويًا، يساهمون في إدامة مطالب تقبل الحركة (لدى الرأي العام) وصمودها وتضخيمها.

### آراء
يشك العديد من أتباع حركة حقيقة هجمات 9/11 في أن المطلعين في حكومة الولايات المتحدة قد لعبوا دورًا في الهجمات، أو أنهم كانوا يعلمون بوشوك وقوعها، ولم يفعلوا شيئًا لتحذير الآخرين أو إيقاف الهجمات. يجادل بعض المحتجين من داخل الحركة أن المطلعين في حكومة الولايات المتحدة كانوا مسؤولين بصورة مباشرة عن هجمات 11 سبتمبر وغالبًا ما يزعمون أن الهجمات خُططت ونُفذت بغية منح الولايات المتحدة ذريعةً للدخول في حرب في الشرق الأوسط، وبالتالي، كوسيلة للتوطيد.
وفقًا لهذه الادعاءات، هذا ما أعطى حكومة بوش المسوغ لنطاق أوسع من انتهاكات الحريات المدنية ولغزو العراق وأفغانستان بغية تأمين الإمدادات المستقبلية من النفط. في بعض الحالات، حتى في وسائل الإعلام السائدة، اتُهم «صقور» البيت الأبيض، لا سيما رئيس الوزراء السابق ديك تشيني وأعضاء من مشروع القرن الأميركي الجديد، وخلية تفكير المحافظين الجدد، إما بكونهم مدركين للمؤامرة المزعومة، أو مشتركين فيها.
هناك نظرة شائعة نسبيًا، لكنها غير حصرية لحركة حقيقة هجمات 9/11، تزعم أن مباني مركز التجارة العالمي دُمرت عن طريق الهدم المسير.

## وصلات داخلية
- بين الباحثين عن الحقيقة
- السي آي ايه و 11 سبتمبر